# Willy Schobben

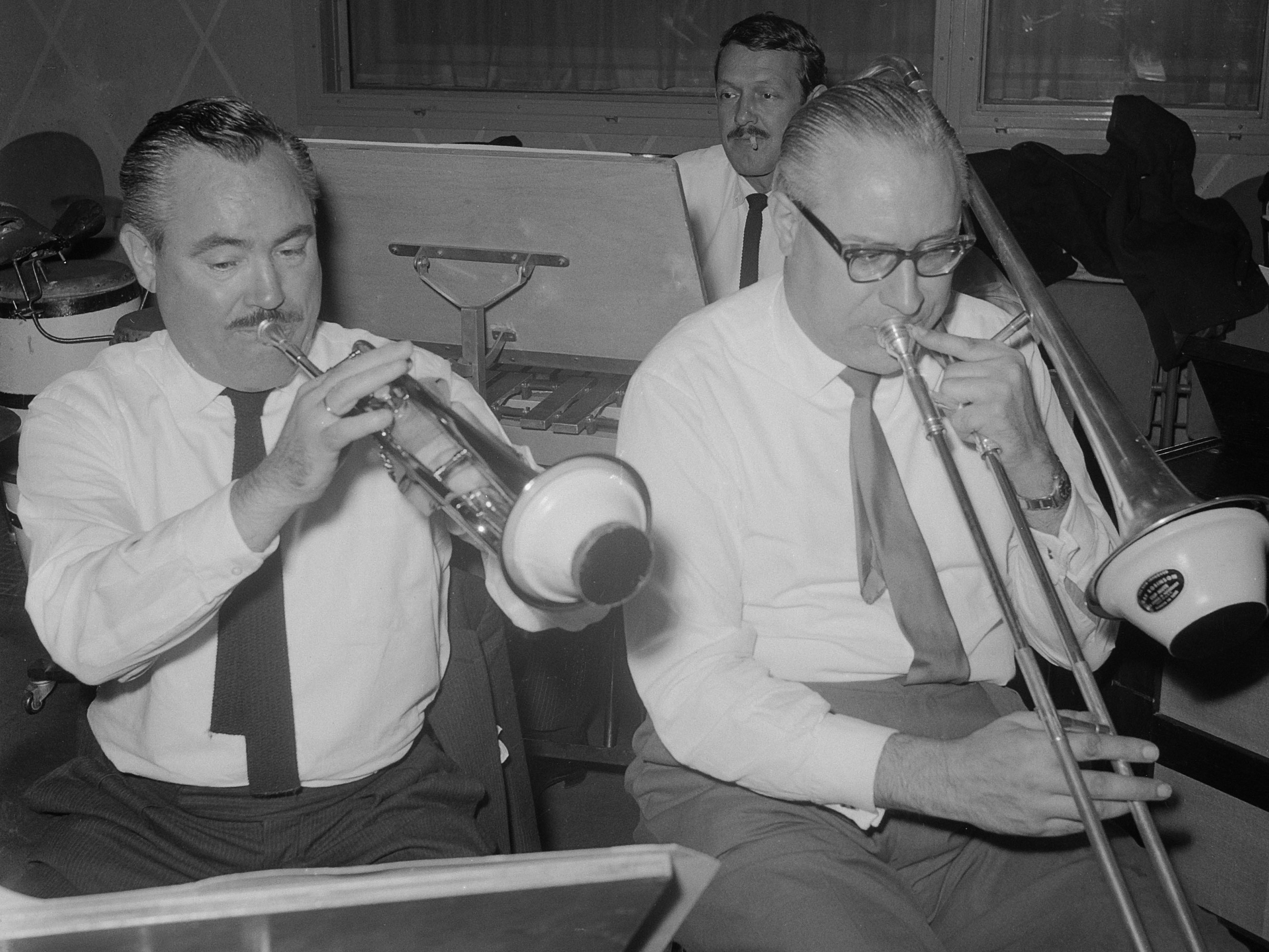
Willy Schobben (links) mit Pi Scheffer (1959)

Wilhelmus „Willy“ Schobben (* 5. September 1915 in Maastricht; † 25. März 2009 in Kerkrade) war ein niederländischer Jazz- und Unterhaltungsmusiker (Trompete, Komposition) und Orchesterleiter.

## Leben und Wirken
Schobben erlernte ab dem Alter von sechs Jahren Trompete in der Maastrichter Blaskapelle Sint Hubertus. Dann wurde er am Musiklyzeum von Maastricht ausgebildet. 1927 spielte er im Städtischen Orchester Maastricht, dem Vorläufer des Limburger Symphonieorchesters. Ab 1936 war Schobben mit der Trompeterin Clara de Vries verheiratet (die 1942 deportiert und in Auschwitz ermordet wurde). In den späten 1930er Jahren trat er mit seinem Tanzorchester und seiner Big Band international auf. Während der Besetzung der Niederlande migrierte er 1941 in die Schweiz, wo er seinen späteren Erfolgssong Trumpet Tango verfasste und mit dem Organisten Pierre Palla und der Sängerin Vera Lynn spielte.
1946 gründete Schobben zusammen mit Bep Rowold und Pi Scheffer die Band Red, White and Blue Stars, den Vorläufer der Rundfunk-Bigband The Skymasters, in der er erster Trompeter war. Ab 1950 war er Dirigent des Tanzorchesters der AVRO. Seinen größten Erfolg hatte er 1962, als zwei seiner Platten den ersten Platz in den niederländischen Charts erreichten, „Mexico“ und die Instrumentalversion von „Brandend Zand“. Sein Album Popular Favorites erschien 1964. 1966 nahm er unter eigenem Namen (Willy Schobben and His Modern Ballroom Orchestra) eine Jazz-LP auf. Mit der von ihm geleiteten Harmonie Beesel konzertierte er in den 1970er Jahren in den Niederlanden und in Deutschland (unter anderem im Grugapark in Essen und in der Stadthalle in Mönchengladbach). Als Solotrompeter veröffentlichte er weitere Alben, zuletzt 1999 die CD Voice of the Trumpet mit Stücken wie Pavane in Blue, Spanish Eyes und Danke Schön.
Noch 2005 trat Schobben auf. Die letzten Jahre seines Lebens lebte er in Kerkrade, wo er 2009 im Alter von 93 Jahren nach kurzer Krankheit starb.
Schobben wurde als Ritter mit dem Orden von Oranien-Nassau ausgezeichnet.